# 요리왕 비룡
요리왕 비룡(中華一番!)은 일본에서 1997년에 방영된 애니메이션이다. 대한민국에서는 1999년에 KBS를 통해 방영되었다. 애니메이션 감독은 마사미 안노이다. 오가와 에쓰시의 원작만화인 《진 중화일번!》은 국내에는 학산문화사에서 《신 중화일미》라는 제목으로 17권 완결로 출간되었다. 이 작품은 일련의 요리 소재 작품 중 대결구도가 드래곤볼만큼 선명하게 표현된 열혈 대전 구도의 요리만화로, 닛폰 애니메이션사에서 애니메이션으로 제작하여 후지 TV를 통하여 방송되었다. 한국에서는 《요리왕 비룡》이라는 이름으로 KBS를 통해 국내에 방영되었다.
화려한 요리기술과, 맛을 음미의 할 때 나타나는 애니메이션 특유의 과장법은 황당하다는 평을 듣기도 하였으나, 주 타겟층이었던 저연령층에서는 맛이라는 미각적인 감각을 시각화하여 표현하는 방법으로 어필하였다. 사천의 선녀 파이의 아들 류 마오싱의 요리 일대기를 다룸으로써, 중화요리의 진미란 무엇인가를 알게 해주는 작품이다.

## 방영 정보
애니메이션 총 68화 완결.
| 화수 | 제목                          |
| ---- | ----------------------------- |
| 1화  | 천재요리소년 비룡             |
| 2화  | 환상의 마파두부               |
| 3화  | 요리사의 길                   |
| 4화  | 양천주가의 전통               |
| 5화  | 우리는 친구                   |
| 6화  | 만두형제의 음모               |
| 7화  | 만두잔치                      |
| 8화  | 정직한 대결                   |
| 9화  | 특급요리사 시험               |
| 10화 | 끝없는 도전                   |
| 11화 | 새로운 신화                   |
| 12화 | 두 천재요리사                 |
| 13화 | 운명의 판정                   |
| 14화 | 최후의 승자                   |
| 15화 | 천재악동 소호                 |
| 16화 | 미녀요리사의 정체             |
| 17화 | 전설의 누룽지탕               |
| 18화 | 도깨비집과 정체               |
| 19화 | 사랑의 은하수                 |
| 20화 | 전설의 닭, 오골계             |
| 21화 | 의문의 도전자                 |
| 22화 | 만두명인, 천봉                |
| 23화 | 후회없는 대결                 |
| 24화 | 가면요리사의 초대장           |
| 25화 | 가면요리사의 정체             |
| 26화 | 마지막 승부                   |
| 27화 | 가면요리사의 추억             |
| 28화 | 심야의 결투                   |
| 29화 | 암흑요리계의 도전             |
| 30화 | 칠성도와 백혈도               |
| 31화 | 환상의 도미요리               |
| 32화 | 얼음과 불의 대결              |
| 33화 | 전설의 요리기구 영령도의 비밀 |
| 34화 | 암흑요리계의 선전포고         |
| 35화 | 선상의 요리대결               |
| 36화 | 소추의 용궁자라탕             |
| 37화 | 전설의 만두황제               |
| 38화 | 전통과 파격의 대결            |
| 39화 | 의문의 칠성도                 |
| 40화 | 일석의 회상                   |
| 41화 | 칠성도의 비밀                 |
| 42화 | 복수의 화신                   |
| 43화 | 마법의 마파두부               |
| 44화 | 불타는 누린함                 |
| 45화 | 장풍의 최후                   |
| 46화 | 도적단의 흉계                 |
| 47화 | 공포의 항아리                 |
| 48화 | 혜성 볶음밥                   |
| 49화 | 죽 한 그릇의 사랑             |
| 50화 | 최후의 음모                   |
| 51화 | 황실요리 대결                 |
| 52화 | 중화요리왕                    |
| 53화 |                               |
| 54화 |                               |
| 55화 |                               |
| 56화 |                               |
| 57화 |                               |
| 58화 |                               |
| 59화 |                               |
| 60화 |                               |
| 61화 |                               |
| 62화 |                               |
| 63화 |                               |
| 64화 |                               |
| 65화 |                               |
| 66화 |                               |
| 67화 |                               |
| 68화 |                               |